# Copa de Gozo
La Copa de Gozo, comúnmente conocida como G.F.A. Cup, es una copa eliminatoria de fútbol en Gozo celebrada por la Asociación de Fútbol de Gozo.
La competición se juega entre los clubes de la isla de Gozo que juegan en la Primera División de Gozo y en la Segunda División de Gozo. La primera vez que se jugó fue en la temporada 1972-1973.

## Formato
Todos los clubes de la Segunda División de Gozo y los equipos que finalizan entre la tercera y séptima posición en la Primera División de Gozo participan en la ronda preliminar. Los seis equipos vencedores pasan a cuartos de final con los dos equipos que acaban en primera y segunda posición en la Primera División de Gozo.

## Lista de campeones
| - 1972-1973 S.K. Calyptians - 1973-1974 Għajnsielem F.C. - 1974-1975 Sannat Lions F.C. - 1975-1976 Sannat Lions F.C. - 1976-1977 Sannat Lions F.C. - 1977-1978 Sannat Lions F.C. - 1978-1979 Sannat Lions F.C. - 1979-1980 no se celebró - 1980-1981 Sannat Lions F.C. - 1981-1982 Sannat Lions F.C. - 1982-1983 Sannat Lions F.C. - 1983-1984 Xewkija Tigers F.C. - 1984-1985 Xewkija Tigers F.C. - 1985-1986 Calypsians Bosco Youths - 1986-1987 Għajnsielem F.C. - 1987-1988 Nadur Youngsters F.C. - 1988-1989 Xagħra United F.C. - 1989-1990 Xewkija Tigers F.C. | - 1990-1991 Xewkija Tigers F.C. - 1991-1992 Xagħra United F.C. - 1992-1993 Nadur Youngsters F.C. - 1993-1994 Nadur Youngsters F.C. - 1994-1995 Nadur Youngsters F.C. - 1995-1996 Nadur Youngsters F.C. - 1996-1997 Victoria Hotspurs - 1997-1998 Xagħra United F.C. - 1998-1999 Xagħra United F.C. - 1999-2000 Xewkija Tigers F.C. - 2000-2001 Għajnsielem F.C. - 2001-2002 Xewkija Tigers F.C. - 2002-2003 Għajnsielem F.C. - 2003-2004 Nadur Youngsters F.C. - 2004-2005 Xewkija Tigers F.C. - 2005-2006 Kercem Ajax | - 2006-2007 Għajnsielem - 2007-2008 Qala St. Joseph - 2008-2009 SK Victoria Wanderers - 2009-2010 Sannat Lions - 2010-2011 Nadur Youngsters F.C. - 2011-2012 Xewkija Tigers F.C. - 2012-2013 Kercem Ajax - 2013-2014 Nadur Youngsters F.C. - 2014-2015 Xewkija Tigers F.C. - 2015-2016 Xewkija Tigers F.C. - 2016-2017 Għajnsielem - 2017-2018 Xewkija Tigers F.C. - 2018-2019 Victoria Hotspurs - 2019-2020 Abandonado por la pandemia del Covid-19 - 2020-2021 Abandonado por la pandemia del Covid-19 - 2021-2022 Nadur Youngsters FC |

### Palmarés por equipo
| Club                    | Veces |
| ----------------------- | ----- |
| Xewkija Tigers          | 11    |
| Sannat Lions            | 9     |
| Nadur Youngsters F.C.   | 9     |
| Ghajnsielem             | 6     |
| Xagħra United           | 4     |
| Kercem Ajax             | 2     |
| Victoria Hotspurs       | 2     |
| Calypsians Bosco Youths | 1     |
| Qala St. Joseph         | 1     |
| S.K.Calyptians          | 1     |
| SK Victoria Wanderers   | 1     |